# Eirodziesma

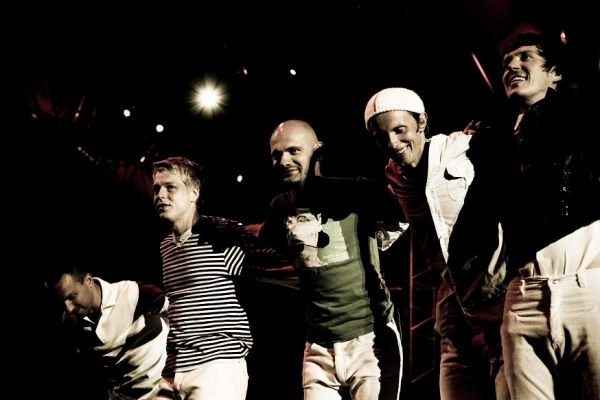
Brainstorm, guanyadors del primer festival d'Eirodziesma.

Eirodziesma («Eurocançó» en letó) o Dziesma era un festival de música organitzat i emès anualment des de 2000 fins al 2014 per la televisió pública letona Latvijas Televizija. El guanyador d'aquest festival era escollit com a representant de Letònia en el Festival de la Cançó d'Eurovisió. L'any 2015, va ser substituït com a preselecció d'Eurovisió per un nou format titulat Supernova.1 

## Guanyadors de l'Eirodziesma
| Any  | Cançó               | Artista            | Autor(s)                                                                                    | Lloc a Eurovisión |
| ---- | ------------------- | ------------------ | ------------------------------------------------------------------------------------------- | ----------------- |
| 2000 | My star             | Brainstorm         | Renārs Kaupers                                                                              | 3                 |
| 2001 | Too much            | Arnis Mednis       | Arnis Mednis, Gustavs Terzens                                                               | 18                |
| 2002 | I wanna             | Marija Naumova     | Marija Naumova, Marats Samauskis                                                            | 1                 |
| 2003 | Hello from Mars     | F.L.Y.             | Mārtiņš Freimanis, Lauris Reiniks                                                           | 24                |
| 2004 | Dziesma par laimi   | Fomins & Kleins    | Tomass Kleins, Guntars Račs                                                                 | SF: 17            |
| 2005 | The war is not over | Walters and Kazha  | Mārtiņš Freimanis                                                                           | 5                 |
| 2006 | I hear your heart   | Cosmos             | Reinis Sējāns, Andris Sējāns, Molly-Ann Leikin, Guntars Račs                                | 17                |
| 2007 | Questa notte        | Bonaparti.lv       | Kjell Jennstig, Francesca Russo, Torbjorn Wassenius, Edijs Gņedovskis, Zigfrīds Muktupāvels | 16                |
| 2008 | Wolves of the sea   | Pirates of the Sea | Jonas Liberg, Johan Sahlen, Claes Andreasson, Torbjörn Wassenius                            | 12                |
| 2009 | Probka              | Intars Busulis     | Karlis Lacis, Janis Elsbergs, Sergej Timofejev                                              | SF: 19            |
| 2010 | What for?           | Aisha              | Jānis Lūsēns, Guntars Račs                                                                  | SF: 17            |
| 2011 | Angel in disguise   | Musiqq             | Marats Ogļezņevs                                                                            | SF: 17            |
| 2012 | Beautiful song      | Anmary             | Ivars Makstnieks, Rolandiņš                                                                 | SF: 16            |
| 2013 | Here we go          | PeR                | Ralfs Eilands, Arturas Burke                                                                | SF: 17            |
| 2014 | Cake to bake        | Aarzemnieki        | Guntis Veilands                                                                             | SF:13             |